# Оскар Опасо
Оскар Опасо (ісп. Óscar Opazo, нар. 18 жовтня 1990, Конкон) — чилійський футболіст, фланговий захисник клубу «Коло-Коло» і національної збірної Чилі.

## Клубна кар'єра
Народився 18 жовтня 1990 року в Конконі. Вихованець футбольної школи клубу «Сантьяго Вондерерз». Дорослу футбольну кар'єру розпочав 2008 року в основній команді того ж клубу, в якій провів дев'ять сезонів, взявши участь у 215 матчах чемпіонату. Більшість часу, проведеного у складі «Сантьяго Вондерерз», був основним гравцем захисту команди.
Влітку 2017 року перейшов до «Коло-Коло», у склад якого того ж року став чемпіоном Чилі.

## Виступи за збірну
2017 року дебютував в офіційних матчах у складі національної збірної Чилі.
У складі збірної був учасником розіграшу Кубка Америки 2019 року в Бразилії, де виходив на поле у двох іграх.

## Титули і досягнення
- Володар Кубка Чилі (3):

«Коло-Коло»: 2019, 2021, 2023
- Чемпіон Чилі (3):

«Коло-Коло»: 2017, 2022, 2024
- Володар Суперкубка Чилі (4):

«Коло-Коло»: 2017, 2018, 2022, 2024